# جيمس بول (لاعب كرة قدم)
جيمس بول (بالإنجليزية: James Poole)‏ هو لاعب كرة قدم بريطاني في مركز الوسط، ولد في 20 مارس 1990 في ستوكبورت في المملكة المتحدة. لعب مع مانشستر سيتي ونادي بوري ونادي هارتلبول يونايتد وسالفورد سيتي ونادي دوفر أتليتيك.

## وصلات خارجية
- جيمس بول على موقع قاعدة بيانات كرة القدم.إي يو (الإنجليزية)
- جيمس بول على موقع Soccerbase.com (لاعب) (الإنجليزية)